# Seeschlacht zwischen Bornholm und Rügen
Rathenow – Nauen – Fehrbellin – Wismar – Wolgast 1675 – Wolgast 1676 – Bornholm – Öland – Peenemünder Schanze – Stettin (1677) – Køgebucht – Bergen – Warksow – Rügen (1678) – Stralsund (1678) – Greifswald – Tilsit – Splitter – Telschi – Porta Westfalica
Die Seeschlacht zwischen Bornholm und Rügen, in der Fachliteratur auch teils als Treffen bei Jasmund bezeichnet, war eine Seeschlacht während des sogenannten Schonischen Krieges (1674–1679), einem selbstständigen Nebenkriegsschauplatz des Holländischen Krieges. Die Schlacht wurde ausgetragen zwischen einem vereinigten dänisch-niederländischen Geschwader und der schwedischen Flotte und fand am 15. Maijul. / 25. Mai 1676greg. und 16. Maijul. / 26. Mai 1676greg. nordöstlich von Jasmund, Insel Rügen, statt. Die Schlacht zog sich im Verlauf dieser beiden Tage bis in etwa auf die halbe Distanz zwischen Rügen und Bornholm hin, woher auch der Name des Zusammentreffens rührt. Trotz mehrerer beschädigter Schiffe (und dem Verlust dreier kleinerer Schiffe auf schwedischer Seite), endete das Treffen beider Flotten unentschieden, da keine von beiden Parteien die Entscheidung suchte.

## Vorgeschichte
Im Spätsommer 1675, nach der Niederlage des schwedischen Heeres in der Schlacht bei Fehrbellin, war Dänemark auf Seiten Brandenburg-Preußens in den Konflikt eingetreten und hatte dem mit Frankreich verbündeten Schweden den Krieg erklärt. Ziel der Dänen war es dabei unter anderem, die in Südschweden liegenden Provinzen Blekinge, Schonen und Halland, die Dänemark 1658 an Schweden verloren hatte (siehe Frieden von Roskilde), zurückzugewinnen.
Für beide Kriegsparteien war die Offenhaltung der Seeverbindungen in der westlichen Ostsee entscheidend. Für die Schweden waren sie deshalb wichtig, weil diese ihr in Schwedisch-Pommern beziehungsweise in der Mark Brandenburg stehendes Heer (siehe Schwedeneinfall 1674/75) zu versorgen hatten. Für die dänische Seite wiederum war die Kontrolle der Seewege entscheidend, wenn die Anlandung eines Heeres in Südschweden und die Rückeroberung der genannten drei Provinzen eine Aussicht auf Erfolg haben sollte. Die Fernwirkungen dieses Konfliktes, vor allem der Angriff Frankreichs auf die Republik der Vereinigten Niederlande (siehe Holländischer Krieg), brachten es ferner mit sich, dass sich die Niederlande auf Seiten Dänemarks engagierten, da Frankreich wiederum mit Schweden verbündet war.

### Die schwedische Flotte
Über die genaue Stärke des schwedischen Geschwaders gibt es teils leicht abweichende Angaben, was sich damit erklären lässt, dass die schwedischen Flottenregister vom Frühjahr 1676 nicht mehr vollständig erhalten sind. Insgesamt kann davon ausgegangen werden, dass die schwedische Flotte vermutlich 56 Schiffe zählte, darunter 32 Linienschiffe, acht bewaffnete Kauffahrer (mit 24 bis 54 Geschützen), zwölf bewaffnete Transport- und Versorgungsschiffe (mit je acht bis zwölf Kanonen) und vermutlich vier (oder sechs?) Brander. An Bord der Schiffe befanden sich etwa 11.800 Seeleute und Seesoldaten sowie rund 2.180 Kanonen. Befehlshaber auf schwedischer Seite war der im Seekriegswesen vergleichsweise unerfahrene Reichsrat Lorentz Creutz der Ältere, der erst ein Jahr zuvor (1675) zum Admiral und Befehlshaber der schwedische Flotte ernannt worden war. Creutz befehligte die Flotte von Bord seines großen Flaggschiffes Kronan (126 Kanonen) aus. Die Kronan war zum damaligen Zeitpunkt das größte Kriegsschiff der schwedischen Flotte. Ihm unterstellt war der erfahrene Vizeadmiral Claas Uggla, einer der fähigsten schwedischen Seestrategen seiner Zeit, der das zweite Geschwader der schwedischen Flotte von Bord des 86-Kanonen-Linienschiffes Svärdet befehligte. Das dritte und das vierte Geschwader der schwedischen Flotte, quasi die Nachhut, standen unter dem Befehl von Konteradmiral Johan Bär an Bord des Linienschiffes Riks-Nyckeln (82 Kanonen).
Nachteilhaft für die Schweden erwies sich, neben der Unerfahrenheit des Oberbefehlshabers, der Umstand, dass die Ernährungs- und Versorgungslage an Bord der Schiffe sehr schlecht war. So hatte die schwedische Flotte alleine im Winter 1675/76 mehr als 2.500 Erkrankte und 1.000 Todesopfer infolge Mangelernährung und Krankheiten zu beklagen gehabt (womit also grob ein Drittel des Mannschaftsbestandes betroffen gewesen war). Diese personellen Lücken waren mit unerfahrenen Mannschaften, teils auch abkommandierten Heeressoldaten, hastig wieder aufgefüllt worden, ohne dass eine entsprechende seemännische Ausbildung erfolgt war.

### Die Flotte der Verbündeten
Auf Seiten der Verbündeten führte der dänische Admiral Niels Juel den Oberbefehl, sein Flaggschiff war das 76-Kanonen-Linienschiff Churprindsen. Nur wenige Tage vor der Schlacht war ein erstes Unterstützungsgeschwader aus den Niederlanden unter dem Kommando von Konteradmiral Philipp van Almonde eingetroffen; sein Flaggschiff war das Linienschiff Delft (62 Kanonen). Dieser niederländische Verband zählte insgesamt acht Linienschiffe (mit 44 bis 68 Geschützen) sowie zwei Fregatten. Dank dieser Unterstützung wuchs die vereinigte Flotte der Verbündeten zwar auf 34 Schiffe an (davon 24 dänische und zehn niederländische), sie war der schwedischen Flotte aber dennoch bezüglich der Anzahl der Schiffe, an Kopfstärke der Besatzungen und an Feuerkraft noch deutlich unterlegen. Insgesamt zählte die Flotte der Verbündeten 34 Schiffe, darunter 18 Linienschiffe und sechs Fregatten sowie zehn kleinere Schiffe, mit insgesamt 6.800 Mann Besatzung und rund 1.250 Kanonen. Die kampfstärksten Schiffe der Verbündeten waren die bereits genannte Churprindsen (Flaggschiff) der Dänen und das niederländische Linienschiff Waesdorp (68 Kanonen). Die dänisch-niederländische Flotte war in zwei Hauptgeschwader mit den kampfstärksten Schiffen unterteilt; daneben gab es noch ein kleineres Geschwader, welches sich aber nur aus sieben kleineren und schwach bewaffneten Schiffen (je vier bis acht Kanonen) zusammensetzte und das Aufklärungs- und Depeschenaufgaben zu erfüllen hatte.
Aufgrund der Unterlegenheit gab es die Abstimmung innerhalb der Führung, dass (bis zum Eintreffen eines weiteren niederländischen Geschwaders unter Admiral Cornelis Tromp) die Flotte der Verbündeten eine defensive Strategie verfolgen sollte. Vorteilhaft für die Verbündeten war, dass deren Besatzungen, auch wenn es an Bord der dänischen und niederländischen Schiffe im Winter 1675/76 geschätzt mehrere hundert Personalausfälle (700?) durch Krankheiten und Mangelernährung gegeben hatte, durchschnittlich deutlich besser ausgebildet waren und eine größere seemännische Erfahrung besaßen als die Besatzungen auf schwedischer Seite.

## Die Schlacht
Ende April 1676 hatte die dänische Flotte mit 13 Schiffen eine Landungsoperation auf Gotland vorgenommen, was dort zur Einnahme von Klintehamn und Visborg durch die Dänen geführt hatte. Anfang Mai verlegte Juel sein Geschwader in den Bereich nordöstlich von Rügen zurück, um dort die Ankunft der verbündeten Niederländer abzuwarten. Die schwedische Flotte ging Anfang Mai in See, um diesen dänischen Verband abzufangen, beziehungsweise um weitere dänische Nachschuboperationen in Richtung Gotland zu unterbinden. Durch widriges Wetter verzögerte sich der Anmarsch der Schweden jedoch um rund zwei Wochen, weswegen das Abfangen der Dänen vor deren Vereinigung mit den Niederländern nicht gelang. Am Abend des 25. Mai 1676 kamen beide Flotten, etwa zehn Seemeilen nordöstlich von Jasmund, erstmals in Sichtweite zueinander. In der hereinbrechenden Dunkelheit kam es aber noch zu keiner größeren Gefechtsberührung und es wurden nur wenige Kanonenschüsse ausgetauscht.
Am Morgen des 26. Mai 1676 hatten beide Seiten Gefechtslinie gebildet und es entwickelte sich kurz nach 7 Uhr morgens ein laufendes Artillerieduell. Angesichts der zahlenmäßigen Überlegenheit der Schweden hielt Admiral Juel jedoch mit seinem Geschwader, auch um Umfassungsmanöver der Spitzenschiffe und um Enterkämpfe zu vermeiden, beständig auf nordnordöstlichem Kurs von den Schweden ab. Dieses beständige Abhalten vom Gegner ermöglichte es den Verbündeten, sich bis in die Mittagsstunden hinein allmählich von den zusätzlich in Lee stehenden Schweden zu lösen (zu diesem Zeitpunkt waren an einigen dänischen Schiffen bereits beträchtliche Beschussschäden entstanden). Hinzu kam, dass dieses Manöver und die Luvstellung der Verbündeten es verhinderte, dass schwedische Brander zur dänisch-niederländische Flotte aufschließen konnten. Ein von den Schweden vorgetragener Branderangriff blieb denn auch erfolglos und führte im Gegenzug zur Kaperung der beiden Brander Leoparden und Didrik durch dänische Fregatten.
Gleichwohl allerdings sorgte diese defensive Vorgehensweise Juels bei den Niederländern für Irritationen, weswegen Konteradmiral van Almonde seine Schiffe näher an den Gegner heranzubringen versuchte. Hierbei geriet van Almondes Flaggschiff Delft allerdings zu nahe an das schwedische Flaggschiff Kronan heran und wurde von diesem mit mehreren wirkungsvollen Breitseiten eingedeckt; auch das dem Flaggschiff zu Hilfe eilende Linienschiff Oostergoo (60 Kanonen) erlitt erhebliche Schäden. Nur mit Mühe konnten sich die Niederländer nachfolgend wieder freikreuzen. Die Schäden waren beträchtlich, so verlor die Delft ihren Fockmast und soll Löcher im Rumpf gehabt haben, durch die man „mit Pferd und Wagen“ hätte hindurchfahren können. Auch wenn sich das Schiff vom Gegner wieder lösen konnte, so zwangen die starken Beschädigungen van Almonde dazu, auf das niederländische Linienschiff Gideon (60 Kanonen) umzusteigen. Durch dieses Abhalte- und Übersetzmanöver verloren die Niederländer allerdings ebenfalls den Kontakt zur Hauptmacht der schwedischen Flotte und konnten bis zum Ende der Schlacht, etwa gegen 14 Uhr, lediglich noch mit der schwedischen Nachhut einige ergebnislose Artillerieduelle ausfechten. Die Flotte der Verbündeten zog sich nachfolgend in Richtung Öresund zurück. Da die schwedische Gefechtslinie ebenso in Unordnung geraten war, die Leestellung weitere Vorstöße erschwerte und da Befehlshaber Lorentz Creutz d. Ä. dänische Branderangriffe befürchtete, brachen auch die Schweden schließlich gegen 14:30 Uhr die Schlacht ab und begannen in Richtung Trelleborg abzulaufen.
Das Aufeinandertreffen endete in den Nachmittagsstunden ohne Entscheidung. Während des Rückmarsches verloren die Schweden allerdings noch ein kleineres Versorgungsschiff, den bewaffneten Bojer Konung David, welcher in diesigem Wetter den Kontakt zur eigenen Nachhut verloren hatte und – unabhängig von der eigentlichen Schlacht – versehentlich auf einen kurbrandenburgischen Verband von drei Fregatten und zwei Galioten traf und gekapert wurde. Dieses kurbrandenburgische Geschwader war von Kopenhagen ausgelaufen, um sich der Flotte der Verbündeten anzuschließen, hatte selbige jedoch nicht mehr rechtzeitig erreichen können, um noch an der Schlacht teilzunehmen.

## Nachwirkung
Auch wenn auf schwedischer Seite drei kleinere Schiffe verloren gingen und die Personalverluste insgesamt (rund 60 Tote und Verwundete sowie 60 Gefangene) um etwa ein Drittel höher lagen als diejenigen bei den Verbündeten (etwa 80 Tote und Verwundete), so endete die Schlacht ohne Entscheidung. Zu berücksichtigen wäre hierbei auch, dass die Schäden auf der Seite der dänisch-niederländischen Flotte schwerer wogen als bei den Schweden. Während diese fünf mehr oder minder stark beschädigte Schiffe verzeichneten, waren bei den Verbündeten sieben Schiffe erheblich beschädigt worden (darunter drei niederländische), so auch das Flaggschiff Delft von Konteradmiral van Almonde, das teilweise entmastet worden war. Der Sachverhalt, dass Juel die Flotte letztlich vom Gegner löste und eine defensive Taktik umsetzte, sorgte in der Folge für Verstimmungen bei den Niederländern, die den Dänen einen mangelnden Angriffsgeist unterstellten. Gleichwohl wird angenommen, dass Juel die Flotte infolge der Unterzahl keinem unnötigen Risiko aussetzen wollte und zudem auch die Stärke und die Führung der Schweden lediglich testen wollte.
Gravierend wirkte sich der unentschiedene Ausgang des Treffens jedoch auf die Moral auf schwedischer Seite aus. Der Umstand, dass trotz deutlicher numerischer Übermacht kein Sieg errungen werden konnte, sorgte dafür, dass das Vertrauen der schwedischen Besatzungen in ihre Führung deutlich zurückging. Der unerfahrene Oberbefehlshaber Creutz d. Ä. sah sich zudem auch deutlicher Kritik aus dem schwedischen Königshaus ausgesetzt und wurde angewiesen, zukünftig einen stärkeren Offensivgeist zu entwickeln. Dieser Umstand wirkte sich später auf dramatische Weise und zu Ungunsten der Schweden aus, als Creutz d. Ä. während der nur wenige Tage später folgenden Seeschlacht bei Öland entsprechend aggressiver, gleichwohl allerdings schlecht koordiniert vorging und den Tod fand, als sein Flaggschiff Kronan kenterte und explodierte. In gewisser Weise hat die Seeschlacht zwischen Bornholm und Rügen somit die spätere Niederlage der Schweden bei Öland in erheblichem Maße mitbeeinflusst.